# Морель-Фатио, Леон
Леон (Антуан-Леон) Морель-Фатио (фр. Léon Morel-Fatio; 1810—1871) — французский художник-маринист и государственный деятель.
Был куратором военно-морского и этнографического музеев в Лувре, а также мэром 20-го округа Парижа, кавалер ордена Почётного легиона (15 июля 1846 года).

## Биография
Родился 17 января 1810 года в Руане в семье мелкого дворянина.
Обучался в лицее Людовика Великого, затем — в лицее Кондорсе.
В 1827 году обучался навигации в Британской палате торгового флота. Путешествовал по Италии и Ближнему Востоку, изучая живопись. В 1830 году Морель-Фатио входил в состав французского флота во время экспедиции в Алжир. После этого он написал ряд рисунков и картин, которые принесли ему успех в салоне 1833 года. В 1836 году Луи-Филипп заказал художнику картины, описывающие захват Алжира французами, для исторического музея в Версале.
В 1838 году ему была заказана Орасом Верне картина сражения при Сан-Хуан-де-Улуа (в Мексике). В следующем году он принимал участие в плавании с адмиралом Жан-Пьером, а в 1840 году написал картину о возвращении Наполеона во Францию.
Морель-Фатио занимался и государственной деятельностью — был ассистентом куратора, а затем куратором военно-морской коллекции Лувра (составил каталог предметов и привёл в порядок этнографические экспонаты коллекции), в 1850 году создал этнографический и китайский отделы музея. С 1860 по 1869 годы он был мэром в 20-м округе Парижа.
Умер от сердечного приступа 2 марта в 1871 года в Париже.

Некоторые работы
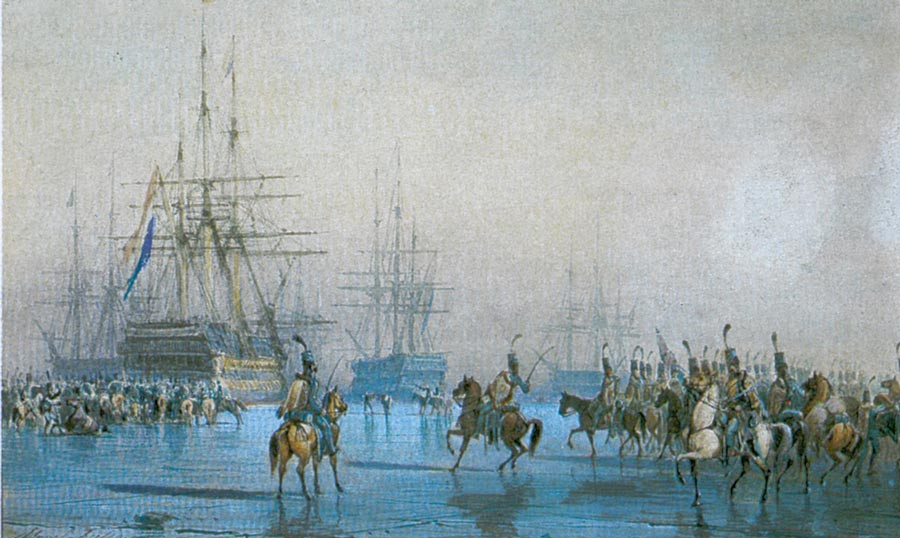
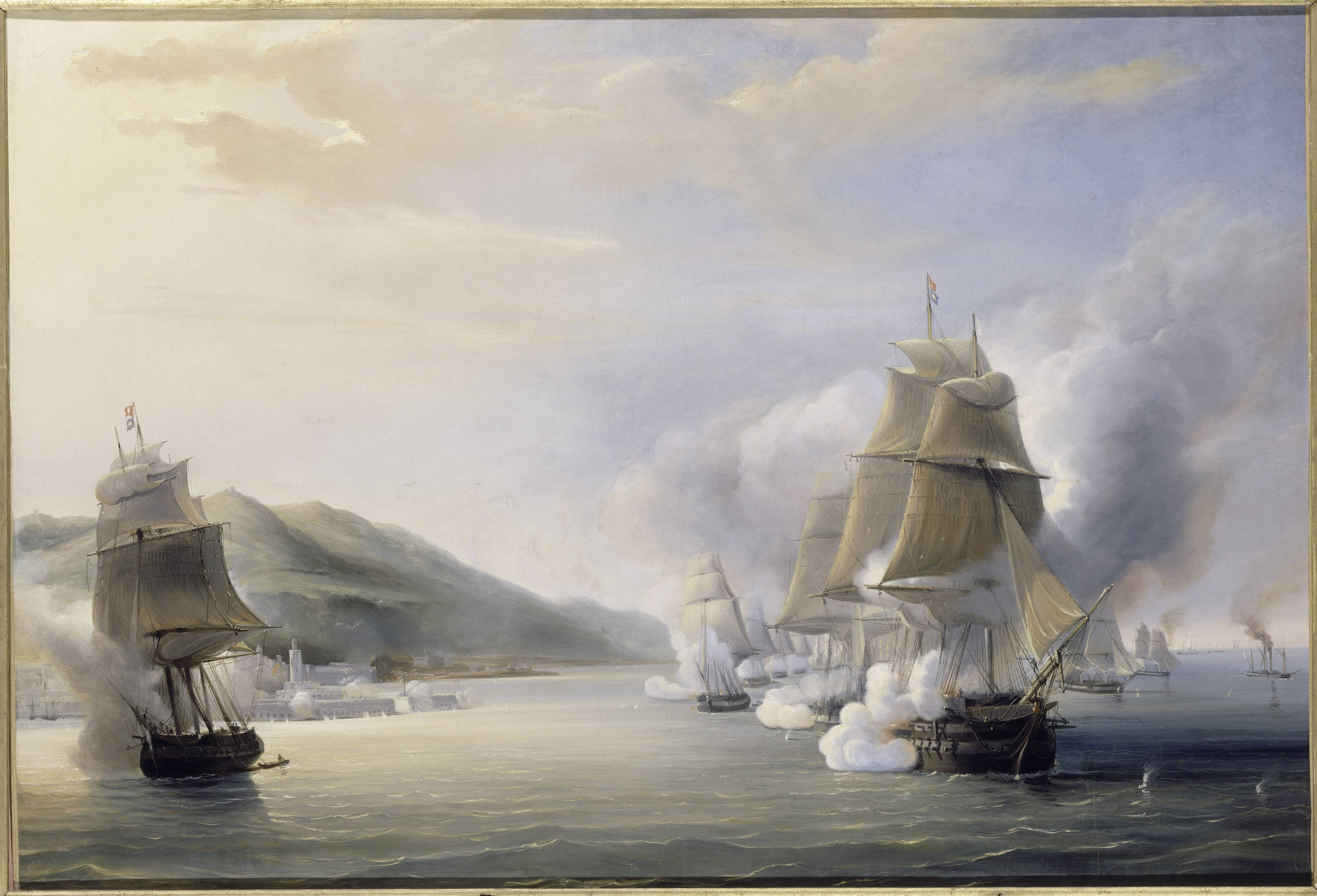
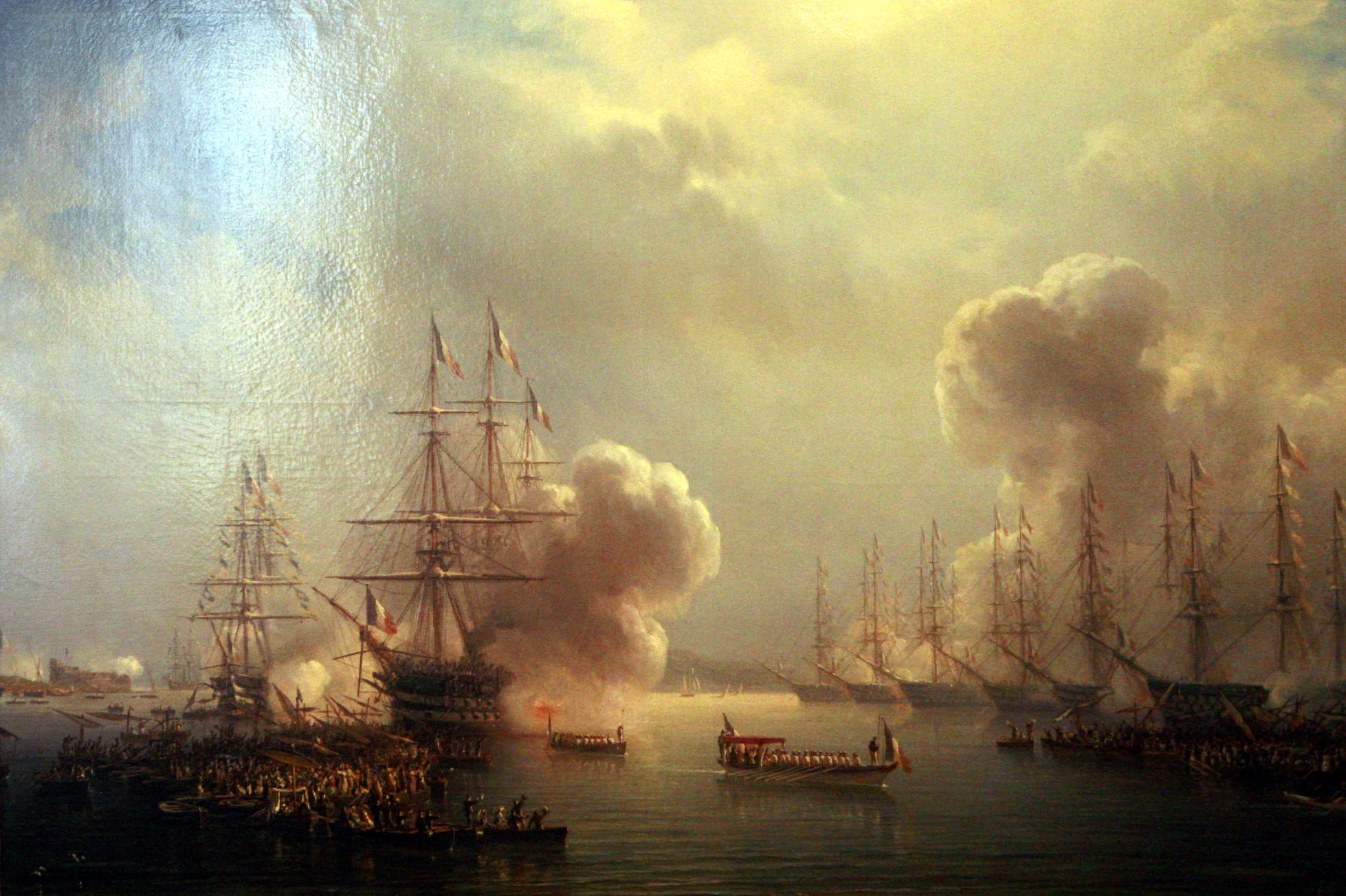
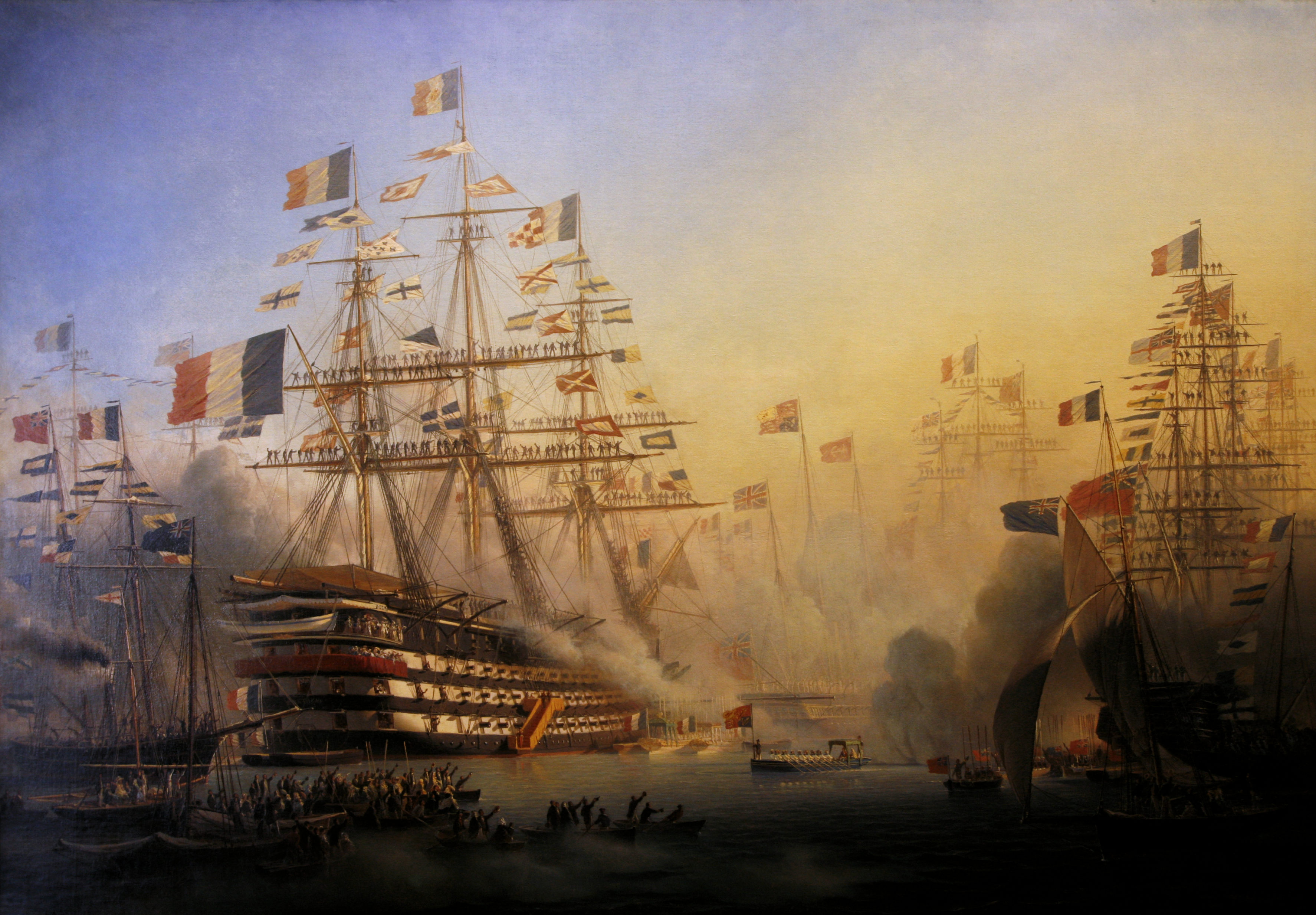